# UB-10号潜艇
陛下之UB-10号艇是德意志帝国海军于第一次世界大战期间建造的UB-I型近岸作战潜艇或称U艇的十号艇。它由不来梅的威悉船厂承建，自1914年11月7日开始铺设龙骨。其全长略小于28米，水面及水下排水量分别为127吨和141吨，艇载武器除两具450毫米的艇艏鱼雷发射管外，还有一挺安装在甲板上的机枪。完工后的艇体被拆解成若干部分并通过铁路运输至安特卫普进行重新组装。它于1915年2月下水，至3月27日以UB-10号之名交付使用，成为同型中第一艘入役的艇只。
UB-10号是第一艘被编入佛兰德区舰队的U艇，其整个服役生涯都是在该部队中度过的。它的前两任艇长是奥托·施泰因布林克和赖因霍尔德·扎尔茨韦德尔，他们在一战中击沉船舶总吨位最高的德国潜艇指挥官中分别排名第五和第十一。UB-10号共击沉了37艘舰船，其中约三分之二是英国渔船。它的首个受害者是中立国荷兰的轮船卡特韦克号，这激怒了荷兰人，并促使荷兰舆论转而反对德国。此次沉没事件也推动了德国再次努力避免德U艇攻击中立国船舶。在1915年7月和8月的13天的时间里，UB-10号便击沉23艘船，几乎占了后一个月佛兰德区舰队击沉船只的全部吨位。此外，它还于1916年8月击沉了英国驱逐舰拉苏号。1916年和1917年，UB-10号在泽布吕赫附近的斯豪文浅滩与英国潜艇有过两次千钧一发的遭遇，但两次都幸免于难。
至1918年，UB-10号被改装成一艘布雷艇，用四个水雷斜槽替换了鱼雷发射管。它在1918年7月英国对佛兰德的一次空袭中严重受损，并于次月在破败不堪的状态下退役。当德国人于1918年10月撤离佛兰德的基地时，UB-10号被认为已不适合航行到德国。10月初，它在泽布吕赫被凿沉。

## 设计及建造
在第一次世界大战初期，随着德意志帝国陆军沿北海海岸快速推进，比利时佛兰德沿岸的安特卫普、泽布吕赫和奥斯坦德等港口相继落入德国人手中，这大大方便了德军潜艇遣出英吉利海峡的作战行动。然而，帝国海军当时却缺乏适合在佛兰德周边狭窄的浅海中行动的U艇。为此，1914年8月中旬开始设计的“34号工程”催生出了UB-I型潜艇，这是一种可以通过铁路运输发往作战港口并能够迅速组装的小型近岸潜艇。为满足铁路限界的要求，UB-I型的设计需要艇长在28米左右，排水量约125吨，并装备两具鱼雷发射管。UB-10号作为由国家海军办公室委托不来梅威悉船厂建造的首批7艘UB-I型潜艇（UB-9至UB-15号）中的一部分，于1914年10月15日订购，此时距离该艇型的设计启动尚不足两个月。
UB-10号自1914年11月6日开始铺设龙骨。竣工时，UB-10号的全长为27.88米，舷宽3.15米，有3.03米的吃水深度。它搭载有一台功率为44千瓦特（59匹軸馬力）的科尔庭四缸四冲程柴油发动机用于水面运行，以及一台89千瓦特（119匹軸馬力）的西门子-舒克特电动发电机用于水下航行；两者都与一副单螺旋桨轴相连，可分别提供最高7.45節（13.80每小時）的水面航速和最高6.24節（11.56每小時）的水下航速。在更匀速的状态下，它可以连续在水面航行1,500海里（2,800）而无需加油，或连续在水下航行45海里（83）而无需充电。与同型的所有姊妹艇一样，UB-10号的潜航深度为50米，可以在33秒内完全潜入水中。
在武器装备方面，UB-10号内置有两具450毫米的艇艏鱼雷发射管，可装载2枚C/03型鱼雷，舰桥前部的甲板上则设有一挺可拆卸的8毫米机枪。其标准船员编制为1名军官加13名水兵。
在威悉船厂的建造完成后，UB-10号已准备好用于铁路运输。铁运的过程包括将潜艇拆解成一个实质上的散装套件。每艘艇被分成大约15块，其中艇体分解为三部分装在平板车上，舰桥、蓄电池和上层建筑中的相关设备装入另外五节车厢中。1915年初，UB-10号的部件被运到安特卫普的霍博肯进行组装，通常需要耗时两至三周。当至2月20日完成组装并下水后，该艇再被装入浮箱由两艘驳船拖曳，用时五天半沿斯海尔德河西下、并穿过根特－布鲁日运河送抵泽布吕赫的作战港口进行海试。

## 服役初期
1915年3月15日，UB-10号在前U-6号艇长、时年26岁的海军中尉奥托·施泰因布林克的指挥下正式入役。3月27日，该艇成为第一艘投入运作的UB-I型潜艇，以及隶属于3月29日组建的佛兰德区舰队的第一艘U艇。当UB-10号入列时，德国正处于自2月发动的第一轮潜艇攻势之中。在这场战役期间，所有出现在德国划定的战区内的敌方舰船都将被击沉，该战区涵括了英国周边的所有水域（含英吉利海峡）。中立国的船舶则不得受到攻击，除非它们确实能被认出是悬挂假旗航行的敌对船舶。

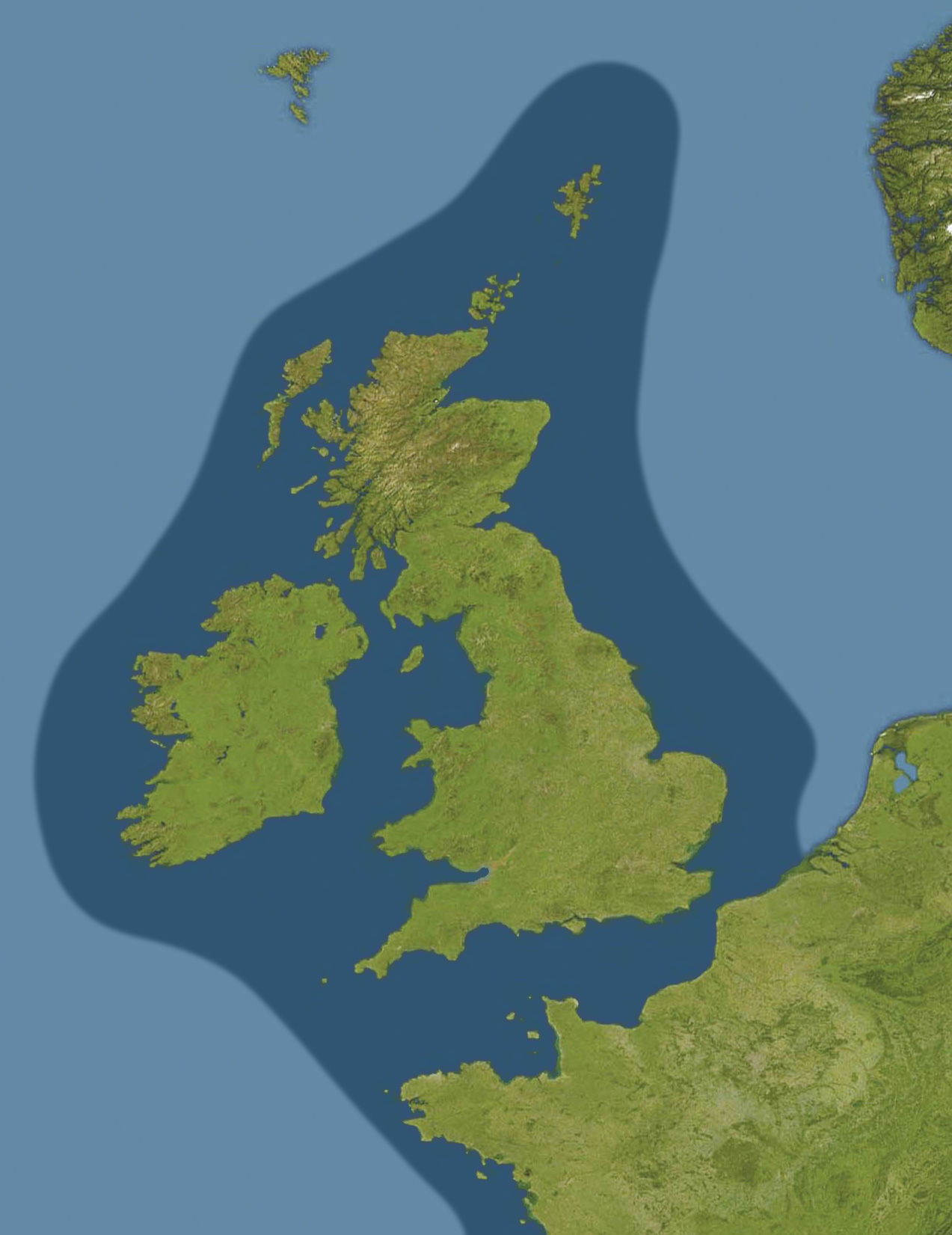
在潜艇战役中的德国战区

佛兰德区舰队的UB-I型潜艇最初仅限于在北海南部，即英国与荷兰、比利时之间的霍夫登水域巡逻。UB-4号于1915年4月9日领衔了新区舰队的首次出击，不久之后UB-10号也开始了自己的首次巡逻。4月14日，施泰因布林克率UB-10号在诺德辛德灯船以西约6海里（11）处取得首个战功，击沉了容积总吨为2040吨的荷兰轮船卡特韦克号（Katwijk）。尽管事件中没有造成人员伤亡，但一艘从鹿特丹驶向巴尔的摩的中立国船只遇袭，还是激起了荷兰民众的愤怒。卡特韦克号和其它荷兰船只的沉没，使荷兰的公众舆论急剧转向反对德国。作为UB-10号击沉卡特韦克号的直接结果，为了避免进一步激怒荷兰或其它中立国（主要是美国），德国政府于4月18日颁布了一项命令，不得攻击任何中立船只。德国政府后来亦为卡特韦克号的沉没支付了赔偿。
直到6月初，UB-10号才击沉了它的下一个猎物。7日，装载着铁矿石从阿尔及尔前往米德尔斯堡的比利时货轮梅纳皮尔号（Menapier）在北福尔兰角被施泰因布林克发射鱼雷击沉。这艘载重1886总吨的货轮上共有23人，只有6人获救。梅纳皮尔号的船长及其妻子和6岁的女儿，连同大副、领航员和另外12名船员遇难。
6月下旬，随着UB-10号的姊妹艇UB-6号在多佛尔海峡开辟出一条能够穿越英国防潜网和水雷阵的航线，该区舰队的其它潜艇也开始在英吉利海峡西部巡逻。随后，UB-2号、UB-5号和UB-10号在前往英吉利海峡时受到了大雾和恶劣天气的阻碍。尽管它们未能在当地击沉任何舰船，但通过成功完成航行，仍进一步证明了其在多佛尔海峡抗衡英国反制措施的可行性。
6月30日，施泰因布林克和重返北海作战的UB-10号船员们度过了忙碌的一天，他们在洛斯托夫特以东20至35海里（37至65）巡逻时，击沉了八艘容积总吨累计为43吨的英国渔船。这八艘传统上使用赭红色风帆的平底渔船全数是被UB-10号的官兵截停、登船并使用炸药凿沉。

### 1915年8月
UB-10号于1915年8月1日在洛斯托夫特附近截停并焚毁了另一艘英国平底渔船警报号（Alert）。同一天，作为当时UB-10号容积总吨最大的受害者，2512吨的英国煤船富尔根斯号（Fulgens）在海帕灵对开约1海里（1.9）处遭到鱼雷击沉；船上的船员全部获救。
8月8日，UB-10号在洛斯托夫特周边海域又截停并击沉了多两艘平底渔船——金钟柏号（Arbor Vitae）和圣诞玫瑰号（Xmas Rose），两天后又击沉了其服役生涯中最大的一艘船。从北希尔兹驶向旧金山、容积总吨为4243吨的英国轮船罗莎莉号（Rosalie）在布莱克尼浮标对开约3海里（5.6）处被鱼雷击中。据当时的一篇新闻报道称，罗莎莉号已经搁浅，但显然受到了不可挽回的破坏；然而，其全体船员都能获救。
8月11日，即击沉罗莎莉号的一天后，施泰因布林克率UB-10号的船员们取得了比6月30日行动中更佳的战绩，在克罗默沿岸共击沉了十艘平底渔船。这十艘船的容积总吨介乎于41至62吨之间，全数遭登船使用炸药凿沉。加上这十艘船，施泰因布林克和UB-10号在8月的击沉船舶吨位达到7309总吨，将近占了佛兰德区舰队当月击沉总量7709总吨的全部份额。此外，若计算7月底被击沉的船只，UB-10号在13天的时间里共击沉了23艘船，几乎是7、8两月被该部队击沉的55艘船的一半。

### 第一轮潜艇攻势结束
在德国U艇于1915年5月击沉冠达邮轮卢西塔尼亚号、以及8月（阿拉伯号事件）和9月发生的其他轰动性沉船事件后，当时仍然中立的美国政府要求保证美国人在非武装商船上的人身安全。作为回应，时任海军总参谋长的亨宁·冯·霍尔岑多夫上将于9月18日暂停了无限制潜艇战。霍尔岑多夫指示所有U艇撤离英吉利海峡和凯尔特海，并要求所有在北海的潜艇活动都必须严格遵照《捕获法则》进行。此举导致UB-10号在长达四个月的时间里都无法在再取得任何战功。
12月20日，UB-10号击沉了施泰因布林克任内的最后两艘船。512总吨的贝尔福德号（Belford）和1153总吨的亨特利号（Huntly）都在布洛涅附近被鱼雷击落；贝尔福德号没有人员伤亡，但亨特利号有2人在袭击中丧生。亨特利号的前身是德国医疗船欧菲莉亚号，它被英国皇家海军强占并于前一年更名。
1916年1月13日，施泰因布林克的UB-10号指挥权被海军中尉赖因霍尔德·扎尔茨韦德尔接替。施泰因布林克在战争期间还曾先后担任另外三艘潜艇（UB-18号、UC-65号和UB-57号）的艇长，延续了其指挥UB-10号时取得的成功。他在一战中得分最高的德国潜艇指挥官中排名第五，战绩为击沉210000吨船舶。施泰因布林克的继任者——时年26岁的扎尔茨韦德尔是一位在德意志帝国海军服役了八年的老兵，这是他首度担任U艇艇长。

## 第二轮潜艇攻势
至1916年初，英国对德国的封锁开始对德国及其进口贸易产生影响。皇家海军拦截并缴获的运往德国的货物数量超过了德国U艇在第一轮潜艇攻势中击沉的货物数量。为此，德意志帝国海军于2月29日开始对商船发动第二轮攻势。海军参谋本部所批准的最终基本规则是：在德国划定战区内的所有敌对舰船都将在不予警告的情况下被摧毁，战区外的敌船只有在武装的情况下才会被摧毁；并且为了避免激怒美国——无论是否身处战区，都不得攻击敌方客轮。
UB-10号在新一轮攻势中的首个（也是扎尔茨韦德尔担任艇长后的首个）牺牲品于3月19日到来，当时该艇在肯特诺克灯船对开约2海里（3.7）处发射鱼雷击沉了一艘1744总吨的加拿大轮船达尔豪西港号（Port Dalhousie）。这艘搭载着钢坯从米德尔斯堡开往南特的船上有19名船员在袭击中丧生；大副、一名领航员和另外五名船员则获救。大约两周后，UB-10号又在几乎相同的地点以鱼雷击沉了挪威轮船彼得·哈姆勒号（Peter Hamre）；造成这艘1081总吨的货轮上有14人遇难。1916年4月底，公海舰队新任总司令、海军上将赖因哈德·舍尔叫停了对商船的攻击，并下令在海上的舰艇返航，不允许任何舰艇离开其港口。于是在为期六周的攻势中，仅达尔豪西港号和彼得·汉雷号两艘船被UB-10号击沉。

## 伏击大舰队
舍尔将军于5月中旬制定了伏击部分英国大舰队的计划。公海舰队将突袭桑德兰，引诱英国舰队穿过“由潜艇和雷区组成的‘巢穴’”。为了支持这次行动，UB-10号与另外五艘佛兰德区舰队的潜艇于5月30－31日午夜出发，在洛斯托夫特以东约18海里（33）处组成一条船位线。这支部队将拦截并攻击从哈维奇出发的英国轻型部队，以防它们向北出击加入战斗。但对德国人而言不幸的是，英国海军部已经得到的情报显示有潜艇离港，但并未袭击船只，这引起了英国人的怀疑。
公海舰队因自身的出击（已转向斯卡格拉克）而推迟了启程，驻扎在北方的几艘U艇也未能收到英国人推进的电码警告，这使得舍尔预期中的伏击成为了“彻底而令人失望的失败”。尽管UB-10号观察到了哈维奇部队，但它们离得太远，无法发动攻击。由于U艇未能在伏击战中摧毁任何英国主力舰，导致在5月31日－6月1日爆发的日德兰海战时，大舰队能够以满编姿态与数量上处于劣势的公海舰队交战。
6月中旬，扎尔茨韦德尔调任UC-10号，和施泰因布林克一样，他也成为了一战中得分最高的U艇指挥官之一，以150000吨的战绩排名第11。在扎尔茨韦德尔之后直至战争结束，UB-10号大约每两三个月便会被指派一名新艇长。扎尔茨韦德尔的直接继任者是海军中尉古斯塔夫·布赫，他于8月13日率领UB-10号在马斯河灯船附近发射鱼雷击沉了其服役生涯中的唯一军舰——英国驱逐舰拉苏号，并造成对方6名官兵阵亡。8月下旬，UB-10号在离开泽布吕赫时幸运地避开了一艘英国潜艇的攻击：8月21日上午，出港的UB-10号与返航的UC-10号在诺德辛德灯船附近会合并交换了情报。UC-10号于13:30左右与UB-10号分离，继续沿既定航道向泽布吕赫驶去，但被潜伏在斯豪文浅滩附近的E54号击沉。

## 无限制潜艇战
英国对德国的封锁使中立国船只难以抵达德国港口，到1916－1917年的所谓“芜菁之冬”时，已经严重制约了德国的食品和燃料进口。其结果是婴儿死亡率上升，有多达70万人死于战争期间的饥荒或失温症。由于封锁造成了如此可怕的后果，德皇威廉二世亲自批准从1917年2月1日开始重启无限制潜艇战，以期迫使英国人媾和。新的交战规则明确规定不得让任何船只浮于水面。
在新的交战规则下，此时由埃里希·冯·罗尔沙伊特中尉指挥的UB-10号于3月27日首先击沉了荷兰轮船阿姆斯特尔斯特罗姆号（Amstelstromm）。当遭遇UB-10号时，阿姆斯特尔斯特罗姆号已经在德国鱼雷艇V44号、G86号和G87号的轮番攻击下已变得“荒废且严重受损”；罗尔沙伊特遂向这艘受难船舶施以致命一击，将其送入距诺德辛德灯船东北偏东约20海里（37）处的海底。
当UB-10号于4月初返回泽布吕赫时，在去年8月逃离E54号潜艇的水域附近再遭到一艘英国潜艇的袭击。4月5日03:30分，在斯豪文浮标附近潜伏的C7号潜艇向一艘德国U艇发射了一枚鱼雷。虽然海军历史学家R·H·吉布森和莫里斯·普伦德加斯特报告称C7号用该鱼雷击沉了UC-68号，但前者实际上是向UB-10号发射的，且C7号所指出的爆炸是它自己的鱼雷过早爆发；UB-10号得以继续前进并在泽布吕赫入港。4月下旬，罗尔沙伊特又分别于24日和25日击沉了两艘荷兰船只：一艘是容积总吨为1106吨、正驶向哈灵根的塔克·范波特弗利特牧师号（Minister Tak Van Poortvliet），在艾默伊登对开约20海里处被击沉；第二天，147总吨的伊丽莎白号（Elizabeth）帆船则在洛斯托夫特与泽布吕赫之间的海域遭登船装药炸沉。
8月20日，由海军中尉弗里茨·格雷戈尔掌舵的UB-10号在距离索思沃尔德约6海里（11）处击沉了英国轮船埃德尼安号（Edernian）。这艘重达3588总吨的货轮与其满载的钢铁货物和14名船员一同沉入海底，是被UB-10号击沉的第二大船。次月初，格雷戈尔又率艇击沉多三艘渔船，分别是5日的比利时让诺号（Jeannot）和英国尤妮蒂号（Unity），以及6日的英国玫瑰经号（Rosary）。它们也是UB-10号所击沉的最后几艘船。

## 改装为布雷艇
UB-10号及其三艘姊妹艇——UB-12、UB-16和UB-17号一同，至1918年被全部改装成布雷潜艇。改装措施包括移除每艘U艇由一对鱼雷发射管所组成的艇艏部分，并替换为一个包含四个布雷斜槽的新艇艏，其中每个斜槽能够贮存两枚水雷。在此过程中，这些潜艇的艇身被加长至32米，水面排水量增加至147吨，水下排水量则增至161吨。没有关于UB-10进行这项改装的确切时间的报道，但UB-12号是在1916年末改装的。
从1918年2月下旬至5月中旬，UB-10号受海军中尉汉斯·约阿希姆·埃姆斯曼指挥。时年25岁的埃姆斯曼后来以担任UB-116号艇长而闻名，这是最后一艘在一战中沉没的U艇，以至于二战期间纳粹德国海军的第5潜艇区舰队也以其姓氏命名。
7月2日，UB-10号和UB-88号在英国对佛兰德德军基地的一次猛烈空袭中严重受损。在其他袭击行动中，泽布吕赫的港口设施遭到广泛破坏，这延误了维修工作，并削弱了该区舰队全力作战的能力。尽管没有消息指出UB-10号的损坏是否在这次攻击后得到修复，但在9月初，该艇被视为不宜服役而于12日退役。
9月26日，在默兹-阿戈讷攻势启动，且协约国开始击退德军防线后，德国人计划撤离佛兰德，拆除布鲁日、泽布吕赫和奥斯坦德的海军设施。所有适航舰艇都奉命于10月1日离开佛兰德前往德国；那些无法独立完成航行的舰艇将被销毁。UB-10号成为了被留下的四艘U艇之一。10月5日，维修人员在泽布吕赫防波堤附近凿沉了UB-10号，沉没地点大致位于51°21′N 3°12′E / 51.350°N 3.200°E处。

## 袭击历史摘要
| 日期           | 船名                    | 船籍         | 吨位  | 结局 |
| -------------- | ----------------------- | ------------ | ----- | ---- |
| 1915年4月14日  | 卡特韦克号              | 荷蘭         | 2040  | 击沉 |
| 1915年6月7日   | 梅纳皮尔号              | 比利时       | 1886  | 击沉 |
| 1915年7月30日  | 实现号                  | 英国         | 43    | 击沉 |
| 1915年7月30日  | 雅典娜号                | 英国         | 45    | 击沉 |
| 1915年7月30日  | 芫荽号                  | 英国         | 46    | 击沉 |
| 1915年7月30日  | 菲茨杰拉德号            | 英国         | 51    | 击沉 |
| 1915年7月30日  | 勘探者号                | 英国         | 59    | 击沉 |
| 1915年7月30日  | 探求号                  | 英国         | 46    | 击沉 |
| 1915年7月30日  | 奋斗号                  | 英国         | 63    | 击沉 |
| 1915年7月30日  | 冒险号                  | 英国         | 44    | 击沉 |
| 1915年8月1日   | 警报号                  | 英国         | 59    | 击沉 |
| 1915年8月1日   | 富尔根斯号              | 英国         | 2512  | 击沉 |
| 1915年8月8日   | 金钟柏号                | 英国         | 26    | 击沉 |
| 1915年8月6日   | 圣诞玫瑰号              | 英国         | 27    | 击沉 |
| 1915年8月10日  | 罗莎莉号                | 英国         | 4243  | 击沉 |
| 1915年8月10日  | 埃斯佩兰斯号            | 英国         | 46    | 击沉 |
| 1915年8月11日  | 乔治·博罗号             | 英国         | 62    | 击沉 |
| 1915年8月11日  | 乔治·克拉布号           | 英国         | 42    | 击沉 |
| 1915年8月11日  | 汉弗莱号                | 英国         | 41    | 击沉 |
| 1915年8月11日  | 辉煌号                  | 英国         | 59    | 击沉 |
| 1915年8月11日  | 海之礼号                | 英国         | 60    | 击沉 |
| 1915年8月11日  | 棕榈号                  | 英国         | 47    | 击沉 |
| 1915年8月11日  | 特雷维尔号              | 英国         | 47    | 击沉 |
| 1915年8月11日  | 欢迎号                  | 英国         | 59    | 击沉 |
| 1915年8月11日  | 年轻将军号              | 英国         | 60    | 击沉 |
| 1915年12月20日 | 贝尔福德号              | 英国         | 516   | 击沉 |
| 1915年12月20日 | 亨特利号                | 英国         | 1153  | 击沉 |
| 1916年3月19日  | 达尔豪西港号            | 加拿大       | 1744  | 击沉 |
| 1916年4月1日   | 彼得·哈姆勒号           | 挪威         | 1081  | 击沉 |
| 1916年8月13日  | 拉苏号                  | 英國皇家海軍 | 1010  | 击沉 |
| 1917年3月27日  | 阿姆斯特尔斯特罗姆号    | 荷蘭         | 1413  | 击沉 |
| 1917年4月24日  | 塔克·范波特弗利特牧师号 | 荷蘭         | 1106  | 击沉 |
| 1917年4月25日  | 伊丽莎白号              | 荷蘭         | 147   | 击沉 |
| 1917年8月20日  | 埃德尼安号              | 英国         | 3588  | 击沉 |
| 1917年9月5日   | 让诺号                  | 比利时       | 50    | 击沉 |
| 1917年9月5日   | 尤妮蒂号                | 英国         | 56    | 击沉 |
| 1917年9月6日   | 玫瑰经号                | 英国         | 37    | 击沉 |
|                |                         | 总计         | 23614 |      |

## 脚注
1. 1 2 3 4 5 6 7 8 9  Helgason, Guðmundur. . German and Austrian U-boats of World War I - Kaiserliche Marine - Uboat.net.   [19 February 2009].
2. 1 2  Tarrant，第172頁.
3. 1 2 3 4  Messimer，第132頁.
4. ↑  Gröner 1991，第22-23頁.
5. ↑  Gardiner，第180頁.
6. 1 2  Helgason, Guðmundur. . German and Austrian U-boats of World War I - Kaiserliche Marine - Uboat.net.   [2009-03-31].
7. 1 2 3 4  Helgason, Guðmundur. . German and Austrian U-boats of World War I - Kaiserliche Marine - Uboat.net.   [2009-03-31].
8. 1 2  Helgason, Guðmundur. . German and Austrian U-boats of World War I - Kaiserliche Marine - Uboat.net.   [2009-03-31].
9. ↑  Helgason, Guðmundur. . German and Austrian U-boats of World War I - Kaiserliche Marine - Uboat.net.   [2021-03-02].
10. 1 2 3  Helgason, Guðmundur. . German and Austrian U-boats of World War I - Kaiserliche Marine - Uboat.net.   [2009-03-31].
11. ↑  Helgason, Guðmundur. . German and Austrian U-boats of World War I - Kaiserliche Marine - Uboat.net.   [2021-03-02].
12. ↑  Helgason, Guðmundur. . German and Austrian U-boats of World War I - Kaiserliche Marine - Uboat.net.   [2021-03-02].
13. ↑  Helgason, Guðmundur. . German and Austrian U-boats of World War I - Kaiserliche Marine - Uboat.net.   [2021-03-02].
14. 1 2  Helgason, Guðmundur. . German and Austrian U-boats of World War I - Kaiserliche Marine - Uboat.net.   [2009-03-31].
15. ↑  Helgason, Guðmundur. . German and Austrian U-boats of World War I - Kaiserliche Marine - Uboat.net.   [2021-03-02].
16. 1 2  Helgason, Guðmundur. . German and Austrian U-boats of World War I - Kaiserliche Marine - Uboat.net.   [2021-03-02].
17. ↑  Helgason, Guðmundur. . German and Austrian U-boats of World War I - Kaiserliche Marine - Uboat.net.   [2021-03-02].
18. ↑  Helgason, Guðmundur. . German and Austrian U-boats of World War I - Kaiserliche Marine - Uboat.net.   [2021-03-02].
19. 1 2  Helgason, Guðmundur. . German and Austrian U-boats of World War I - Kaiserliche Marine - Uboat.net.   [2009-03-31].
20. ↑  Helgason, Guðmundur. . German and Austrian U-boats of World War I - Kaiserliche Marine - Uboat.net.   [2021-03-02].
21. 1 2 3  Miller，第46–47頁.
22. ↑  Karau，第48頁.
23. 1 2 3  陈进，第45頁.
24. ↑  Miller，第458頁.
25. ↑  Williamson，第12頁.
26. 1 2 3  Karau，第49頁.
27. ↑  Rössler，第59–62, 264頁.
28. ↑  Helgason, Guðmundur. . German and Austrian U-boats of World War I - Kaiserliche Marine - Uboat.net.   [2009-03-04].
29. ↑  Tarrant，第14頁.
30. 1 2  Karau，第50頁.
31. 1 2  Helgason, Guðmundur. . German and Austrian U-boats of World War I - Kaiserliche Marine - Uboat.net.   [2009-03-31].
32. 1 2  Abbenhuis，第126–127頁.
33. ↑  Halpern，第298頁.
34. 1 2 3 4 5 6 7 8 9 10 11 12 13  Helgason, Guðmundur. . German and Austrian U-boats of World War I - Kaiserliche Marine - Uboat.net.   [2009-03-30].
35. ↑  Helgason, Guðmundur. . German and Austrian U-boats of World War I - Kaiserliche Marine - Uboat.net.   [2009-03-31].
36. ↑   (PDF). The New York Times. 1915-06-09: 8  [2009-03-31]. （原始内容 (PDF)存档于2022-04-23）.
37. 1 2  Karau，第51頁.
38. ↑  Gibson & Prendergast，第50頁.
39. ↑  Helgason, Guðmundur. Helgason, Guðmundur. . German and Austrian U-boats of World War I - Kaiserliche Marine - Uboat.net., Helgason, Guðmundur. . German and Austrian U-boats of World War I - Kaiserliche Marine - Uboat.net., Helgason, Guðmundur. . German and Austrian U-boats of World War I - Kaiserliche Marine - Uboat.net., Helgason, Guðmundur. . German and Austrian U-boats of World War I - Kaiserliche Marine - Uboat.net., Helgason, Guðmundur. . German and Austrian U-boats of World War I - Kaiserliche Marine - Uboat.net., Helgason, Guðmundur. . German and Austrian U-boats of World War I - Kaiserliche Marine - Uboat.net., Helgason, Guðmundur. . German and Austrian U-boats of World War I - Kaiserliche Marine - Uboat.net., Helgason, Guðmundur. . German and Austrian U-boats of World War I - Kaiserliche Marine - Uboat.net.. U-Boat War in World War I. Uboat.net. Retrieved 2009-03-31.
40. ↑  Penwith District Council. . Penzance: Penwith District Council. 2009  [2009-03-04]. （原始内容存档于2007-05-27）.
41. 1 2  . World War 1 at Sea. 9 January 2009  [2009-03-31]. （原始内容存档于2021-06-12）. The information on the website is extracted from . His Majesty's Stationery Office. 1919.
42. ↑  Helgason, Guðmundur. . German and Austrian U-boats of World War I - Kaiserliche Marine - Uboat.net.   [2009-03-31].
43. ↑  Helgason, Guðmundur. . German and Austrian U-boats of World War I - Kaiserliche Marine - Uboat.net.   [2009-03-31].
44. ↑  . Los Angeles Times. 3 August 1915: I2.
45. ↑  Helgason, Guðmundur. . German and Austrian U-boats of World War I - Kaiserliche Marine - Uboat.net.   [2009-03-31].
46. ↑  Helgason, Guðmundur. . German and Austrian U-boats of World War I - Kaiserliche Marine - Uboat.net.   [2009-03-31].
47. 1 2  Helgason, Guðmundur. . German and Austrian U-boats of World War I - Kaiserliche Marine - Uboat.net.   [2009-03-31].
48. 1 2   (PDF). The New York Times. 1915-08-12: 1  [2009-03-31]. （原始内容 (PDF)存档于2022-04-24）.
49. ↑  Helgason, Guðmundur. Helgason, Guðmundur. . German and Austrian U-boats of World War I - Kaiserliche Marine - Uboat.net., Helgason, Guðmundur. . German and Austrian U-boats of World War I - Kaiserliche Marine - Uboat.net., Helgason, Guðmundur. . German and Austrian U-boats of World War I - Kaiserliche Marine - Uboat.net., Helgason, Guðmundur. . German and Austrian U-boats of World War I - Kaiserliche Marine - Uboat.net., Helgason, Guðmundur. . German and Austrian U-boats of World War I - Kaiserliche Marine - Uboat.net., Helgason, Guðmundur. . German and Austrian U-boats of World War I - Kaiserliche Marine - Uboat.net., Helgason, Guðmundur. . German and Austrian U-boats of World War I - Kaiserliche Marine - Uboat.net., Helgason, Guðmundur. . German and Austrian U-boats of World War I - Kaiserliche Marine - Uboat.net., Helgason, Guðmundur. . German and Austrian U-boats of World War I - Kaiserliche Marine - Uboat.net., Helgason, Guðmundur. . German and Austrian U-boats of World War I - Kaiserliche Marine - Uboat.net.. U-Boat War in World War I. Uboat.net. Retrieved 2009-03-31.
50. 1 2  Tarrant，第148頁.
51. ↑  Tarrant，第21–22頁.
52. 1 2  Helgason, Guðmundur. . German and Austrian U-boats of World War I - Kaiserliche Marine - Uboat.net.   [2009-03-31].
53. 1 2 3  Helgason, Guðmundur. . German and Austrian U-boats of World War I - Kaiserliche Marine - Uboat.net.   [2009-03-31].
54. 1 2  Gibson & Prendergast，第378頁.
55. ↑  Tarrant，第25頁.
56. 1 2  Tarrant，第26頁.
57. 1 2  Helgason, Guðmundur. . German and Austrian U-boats of World War I - Kaiserliche Marine - Uboat.net.   [2009-03-31].
58. ↑  . The Washington Post. 21 March 1916: 3.
59. ↑  Helgason, Guðmundur. . German and Austrian U-boats of World War I - Kaiserliche Marine - Uboat.net.   [2009-03-31].
60. ↑  Tarrant，第30頁.
61. 1 2 3 4  Gibson & Prendergast，第97頁.
62. 1 2 3 4 5 6  Tarrant，第32頁.
63. ↑  Tarrant，第32–33頁.
64. ↑  Helgason, Guðmundur. . German and Austrian U-boats of World War I - Kaiserliche Marine - Uboat.net.   [2009-03-31].
65. 1 2  Messimer，第247頁.
66. ↑  Tarrant，第44–45頁.
67. ↑  Tarrant，第45頁.
68. ↑  Tarrant，第45–46頁.
69. ↑  Tarrant，第46頁.
70. ↑  Helgason, Guðmundur. . German and Austrian U-boats of World War I - Kaiserliche Marine - Uboat.net.   [2009-03-31].
71. ↑  Gibson & Prendergast，第167頁.
72. ↑  McCartney，第59頁.
73. ↑  Helgason, Guðmundur. . German and Austrian U-boats of World War I - Kaiserliche Marine - Uboat.net.   [2009-03-31].
74. ↑  Helgason, Guðmundur. . German and Austrian U-boats of World War I - Kaiserliche Marine - Uboat.net.   [2009-03-31].
75. 1 2  Helgason, Guðmundur. . German and Austrian U-boats of World War I - Kaiserliche Marine - Uboat.net.   [2009-03-31].
76. ↑  Helgason, Guðmundur. . German and Austrian U-boats of World War I - Kaiserliche Marine - Uboat.net.   [2009-03-31].
77. ↑  Helgason, Guðmundur. . German and Austrian U-boats of World War I - Kaiserliche Marine - Uboat.net.   [2009-03-31].
78. ↑  Helgason, Guðmundur. . German and Austrian U-boats of World War I - Kaiserliche Marine - Uboat.net.   [2009-03-31].
79. ↑  Helgason, Guðmundur. . German and Austrian U-boats of World War I - Kaiserliche Marine - Uboat.net.   [2009-03-19].
80. ↑  Messimer，第227頁.
81. ↑  Helgason, Guðmundur. . Uboat.net.   [2009-03-31]. （原始内容存档于2022-04-24）.
82. ↑  Karau，第221頁.
83. 1 2  Gibson & Prendergast，第324頁.
84. ↑  . 美丽华船舶索引.   [2009-03-31].